# Benthamia africana
Benthamia africana är en orkidéart som först beskrevs av John Lindley, och fick sitt nu gällande namn av Ined. Benthamia africana ingår i släktet Benthamia och familjen orkidéer. Inga underarter finns listade i Catalogue of Life.